# Koiné uçidentala
Zachodni język lombardzki – wariant języka lombardzkiego, używany w kantonie Ticino w Szwajcarii.
Przez samych użytkowników języka zwany jest koiné uçidentala, co oznacza „wspólny zachodni”. Jest to bowiem najbardziej rozpowszechniony wariant języka lombardzkiego na terenie tegoż kantonu.